# 維斯科耶區
54°22′30″N 60°00′00″E / 54.37500°N 60.00000°E
維斯科耶區（俄语：Уйский район），是俄羅斯的一個區，位於該國西南部，由車里雅賓斯克州負責管轄，面積2,637平方公里，2010年人口26,184，人口密度每平方公里9.93人。